# Ихолайни
Ихолайни — озеро на территории Амбарнского сельского поселения Лоухского района Республики Карелии.

## Общие сведения
Площадь озера — 1 км², площадь водосборного бассейна — 6,06 км². Располагается на высоте 89,2 метров над уровнем моря.
Форма озера продолговатая: оно вытянуто с запада на восток. Берега каменисто-песчаные, преимущественно заболоченные.
Из юго-западного залива озера вытекает безымянная протока, впадающая в губу Широкую озера Кереть, из которого берёт начало река Кереть, впадающая в Белое море.
Код объекта в государственном водном реестре — 02020000711102000002101.